# نمل مدرع
نمل المدرع (الاسم العلمي:Tatuidris) هو جنس من النمل يتبع القبيلة النملاوية العاضة من أسرة النملاوات الوحشية.